# Ludwig IV. (Pfalz)

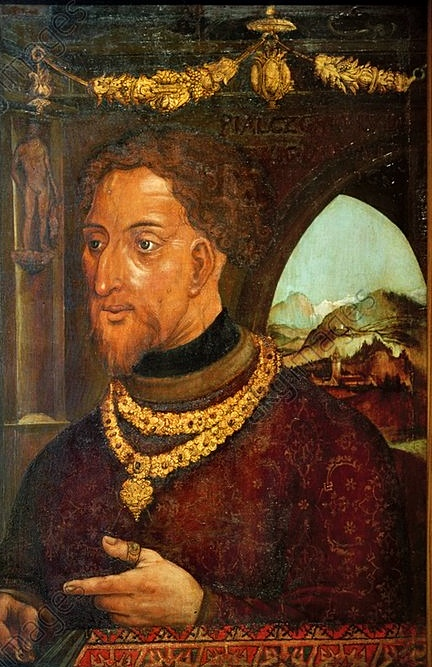
Kurfürst Ludwig IV. von der Pfalz, Gemälde von Hans Wertinger

Ludwig IV., genannt der Sanftmütige, (* 1. Januar 1424 in Heidelberg; † 13. August 1449 in Worms) war Pfalzgraf und Kurfürst von der Pfalz von 1436 bis 1449.

## Leben
Seine Eltern waren Ludwig III. von der Pfalz (1378–1436) und Prinzessin Mechthild von Savoyen (1390–1438). Nachdem sein Vater 1436 gestorben war, übernahm sein Onkel, Pfalzgraf Otto I., die Vormundschaft, bis Ludwig 1442 für mündig erklärt wurde. Schon 1441 wurde die Grafschaft Löwenstein erworben. 1444 wehrte Ludwig als Reichshauptmann Angriffe der Armagnaken ab. 
Ansonsten bemühte er sich über die Landfriedenswahrung die Kurpfalz hinaus durch Schutzbündnisse mit den Schwäbischen Reichsstädten. Zusammen mit dem Wittelsbacher König von Dänemark, Schweden und Norwegen Christoph III., der auch Pfalzgraf der Neumarkter Linie war, mit Albrecht III von Bayern-München und dem Bischof Friedrich von Regensburg schloss Ludwig 1444 ein Landfriedensbündnis für seine oberpfälzische Herrschaftszone. Er bemühte sich auch um die Schlichtung eines Streits der Stadt Mainz mit ihrem Erzbischof und vermittelte 1449 zwischen Ritterschaft und Bürgerschaften der Schweiz. 
Kurfürst Ludwig IV. heiratete am 18. Oktober 1445 in Heidelberg die Prinzessin Margarethe von Savoyen, Tochter des Herzogs Amadeus VIII. (später Gegenpapst Felix V.), und dessen Gattin Prinzessin Marie von Burgund (* 1380; † 1422). Aus der Ehe ging der Sohn Philipp der Aufrichtige hervor. Als Ludwig 1449 mit 25 Jahren in Worms starb, übernahm sein Bruder Friedrich, dem er bereits 1443 erheblichen Einfluss auf die Regierung der Pfalzgrafschaft eingeräumt hatte, die Vormundschaft für Ludwigs einjährigen Sohn Philipp und bemächtigte sich dann 1451/52 selbst der Kurwürde. Ludwig ist in der Heidelberger Heiliggeistkirche begraben.